# Свейн II (король Данії)
Свейн II Естрідсен Ульфсон (давньосканд. Sveinn Ástríðarson, дан. Svend Estridsen, 1019 — 28 квітня 1074 або 1076) король Данії з 1047 до 1074. Син ярла Ульфа та Естрід Свендсдоттір. Був тричі одружений та мав принаймні двадцятьох дітей. Син Свейна (від наложниці) Олаф І (король Данії у 1086—1095) одружився з дочкою Гаральда III та Єлизавети — Інгігердою, що ще більше скріпило норвезько-данський союз.

## Життєпис
За часів свого правління провів значні реформи соціального та церковного життя Данії. Водночас був вимушений тривалий час відстоювати свою владу від зазіхань норвезького короля Гаральда III — з 1047 до 1063 року тривали військові сутички з перемінним успіхом. 1057 Свейн II брав участь у військовому поході разом із Саксонією, Готшалком, князем слов'янського племені бодричів, племенами слов'ян ратарів та додечанів проти інших слов'ян — хижан і черезпенян. Цей похід був успішний: союзники розбили ворога та майже цілковито винищили племена хижанів та черезпенянів. Данський король повернувся додому зі значною здобиччю. У 1060-х роках вів війну з вендами, під час якої данське узбережжя було понівечено. 1066 року венди зруйнували важливе місто Хедебю.
Похований у Роскілльському соборі.